# Flakkeese spuisluis
De Flakkeese spuisluis is de spuisluis in de Grevelingendam in de plaats Bruinisse in de Nederlandse provincie Zeeland. De spuisluis verbindt de Oosterschelde met het Grevelingenmeer. Het oorspronkelijke doel was om tijdens de afbouw van de Oosterscheldewerken het zoutgehalte in de noordelijke tak van de Oosterschelde op peil te houden. Na de voltooiing van de Oosterscheldewerken rond 1987, had de spuisluis geen functie meer. Echter, nadat besloten was om het Grevelingenmeer niet te verzoeten werd de sluis nog wel gebruikt om te zorgen voor doorspoeling in het Grevelingenmeer.

## Bouw
De spuisluis is uitgevoerd met twee keer drie kattenrugvormige spuikokers waarvan de binnen-onderkanten boven de hoogst mogelijk waterspiegel bevinden. Deze situatie vormt in beluchte toestand van de kokers de kering. Door de aanwezige lucht uit de kokers weg te pompen ontstaat een hevel en zal al naargelang de waterstand op het Grevelingenmeer of de Oosterschelde water worden gespuid. De hoeveelheid is afhankelijk van het niveauverschil. Bij oplevering hadden de drie toen aanwezige kokers een gezamenlijke doorsnee van 30 m2. Het totale doorstroomoppervlak van de huidige zes kokers is 50 m2. Na oplevering was het maximale debiet 80 m3/s, na de aanpassingen is het maximale debiet 308 m3/s. Het spuien wordt in werking gesteld door de lucht uit de kokers te pompen met behulp van vacuümpompen. In de oorspronkelijke uitvoering waren dat drie vacuümpompen met een vermogen van 45 kW. Om tot de uiteindelijk vormgeving te komen is uitgebreid onderzoek in het Waterloopkundig Laboratorium gedaan.

## Aanpassing in 2016
Omdat een betere doorspoeling van het Grevelingenmeer nodig was is de spuisluis in de periode 2016-2017 omgebouwd om zowel bij vloed water in te laten naar de Grevelingen als bij eb uit te laten naar de Oosterschelde. Door de tweezijdige verbinding tussen de wateren komt er meer zuurstof in het water van het Grevelingenmeer en verbetert de waterkwaliteit. De bediening van de sluis is bij de aanpassingen in de periode 2016-2017 geheel geautomatiseerd en wordt op afstand bestuurd en gemonitord.

## Technologiecentrum getijdenenergie
Na de oplevering in 2017 werd de spuisluis omgebouwd tot een technologiecentrum om energie op te wekken met getijdenturbines. Hiervoor werd de uitwisselingsfunctie uitgeschakeld. De bouw van het technologiecentrum werd in 2020 na problemen met de financiering stilgelegd.

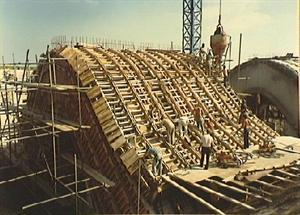
Betonwerk voor de Flakkeese Spuisluis
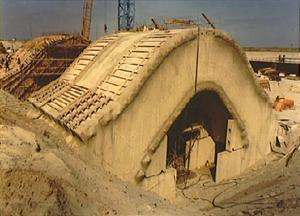
Betonwerk voor de Flakkeese Spuisluis